# Campionati mondiali di pattinaggio di velocità sprint 2013
I Campionati mondiali di pattinaggio di velocità sprint 2013 sono stati la 44ª edizione della manifestazione. Si sono svolti allo Utah Olympic Oval di Salt Lake City, negli Stati Uniti, il 26 e il 27 gennaio 2013.

## Campionati maschili

### Giorno 1
| Pos. | Atleta        | Nazione     | Tempo |
| ---- | ------------- | ----------- | ----- |
| 1    | Jōji Katō     | Giappone    | 34"21 |
| 2    | Jamie Gregg   | Canada      | 34"43 |
| 2    | Ryohei Haga   | Giappone    | 34"43 |
| 4    | Pekka Koskela | Finlandia   | 34"44 |
| 5    | Michel Mulder | Paesi Bassi | 34"47 |

| Pos. | Atleta           | Nazione     | Tempo   |
| ---- | ---------------- | ----------- | ------- |
| 1    | Hein Otterspeer  | Paesi Bassi | 1'07"46 |
| 2    | Haralds Silovs   | Lettonia    | 1'07"47 |
| 3    | Michel Mulder    | Paesi Bassi | 1'07"49 |
| 4    | Stefan Groothuis | Paesi Bassi | 1'07"80 |
| 5    | Samuel Schwarz   | Germania    | 1'07"86 |

### Giorno 2
| Pos. | Atleta        | Nazione   | Tempo |
| ---- | ------------- | --------- | ----- |
| 1    | Jōji Katō     | Giappone  | 34"29 |
| 2    | Jamie Gregg   | Canada    | 34"50 |
| 3    | Gilmore Junio | Canada    | 34"53 |
| 4    | Mika Poutala  | Finlandia | 34"54 |
| 5    | Denis Koval'  | Russia    | 34"56 |

| Pos. | Atleta          | Nazione       | Tempo   |
| ---- | --------------- | ------------- | ------- |
| 1    | Hein Otterspeer | Paesi Bassi   | 1'07"43 |
| 2    | Michel Mulder   | Paesi Bassi   | 1'07"65 |
| 3    | Haralds Silovs  | Lettonia      | 1'07"72 |
| 4    | Jamie Gregg     | Canada        | 1'07"84 |
| 5    | Mo Tae-Bum      | Corea del Sud | 1'07"91 |

### Classifica generale
| Pos.    | Atleta                    | Nazione       | 500 m      | 1000 m       | 500 m      | 1000 m       | Punti   |
| ------- | ------------------------- | ------------- | ---------- | ------------ | ---------- | ------------ | ------- |
| Oro     | Michel Mulder             | Paesi Bassi   | 34"47 (5)  | 1'07"49 (3)  | 34"75 (16) | 1'07"65 (2)  | 136,790 |
| Argento | Pekka Koskela             | Finlandia     | 34"44 (4)  | 1'07"92 (7)  | 34"63 (9)  | 1'07"97 (6)  | 137,015 |
| Bronzo  | Hein Otterspeer           | Paesi Bassi   | 34"79 (17) | 1'07"46 (1)  | 34"81 (18) | 1'07"43 (1)  | 137,045 |
| 4       | Jamie Gregg               | Canada        | 34"43 (2)  | 1'08"41 (13) | 34"50 (2)  | 1'07"85 (4)  | 137,060 |
| 5       | Mo Tae-Bum                | Corea del Sud | 34"60 (8)  | 1'08"27 (11) | 34"72 (13) | 1'07"91 (5)  | 137,410 |
| 6       | Lee Kyou-Hyuk             | Corea del Sud | 34"70 (13) | 1'07"87 (6)  | 34"73 (14) | 1'08"23 (11) | 137,480 |
| 7       | Mika Poutala              | Finlandia     | 34"63 (11) | 1'08"53 (16) | 34"54 (4)  | 1'08"28 (13) | 137,575 |
| 8       | Dmitrij Lobkov            | Russia        | 34"60 (8)  | 1'08"25 (10) | 34"60 (6)  | 1'08"55 (14) | 137,620 |
| 9       | Aleksej Esin              | Russia        | 35"10 (23) | 1'08"12 (8)  | 34"75 (16) | 1'08"02 (7)  | 137,920 |
| 10      | Nico Ihle                 | Germania      | 34"87 (19) | 1'08"63 (17) | 34"64 (11) | 1'08"24 (12) | 127,945 |
| 11      | Samuel Schwarz            | Germania      | 35"19 (24) | 1'07"86 (5)  | 34"93 (20) | 1'08"13 (8)  | 138,115 |
| 12      | Mitchell Whitmore         | Stati Uniti   | 34"76 (15) | 1'08"45 (15) | 34"63 (9)  | 1'09"04 (8)  | 138,135 |
| 13      | Laurent Dubreuil          | Canada        | 34"71 (14) | 1'08"63 (17) | 34"83 (19) | 1'08"64 (16) | 138,175 |
| 14      | Gilmore Junio             | Canada        | 34"58 (6)  | 1'08"42 (14) | 34"53 (3)  | 1'09"75 (20) | 138,195 |
| 15      | Tyler Derraugh            | Canada        | 35"06 (22) | 1'08"15 (9)  | 35"01 (22) | 1'08"15 (10) | 138,220 |
| 16      | Denis Koval'              | Russia        | 34"50 (8)  | 1'09"25 (26) | 34"56 (5)  | 1'09"29 (19) | 138,430 |
| 17      | Stefan Groothuis          | Paesi Bassi   | 34"82 (18) | 1'07"80 (4)  | 35"28 (25) | 1'08"91 (17) | 138,455 |
| 18      | Haralds Silovs            | Lettonia      | 35"60 (30) | 1'07"47 (2)  | 35"32 (26) | 1'07"72 (3)  | 138,515 |
| 19      | Mirko Giacomo Nenzi       | Italia        | 35"04 (20) | 1'08"67 (19) | 34"99 (21) | 1'08"55 (14) | 138,640 |
| 20      | Ryohei Haga               | Giappone      | 34"43 (2)  | 1'08"88 (20) | 34"62 (8)  | 1'10"33 (23) | 138,655 |
| 21      | Keiichiro Nagashima       | Giappone      | 34"59 (7)  | 1'08"99 (23) | 34"70 (12) | 1'09"86 (21) | 69,085  |
| 22      | Jōji Katō                 | Giappone      | 34"21 (1)  | 1'11"29 (33) | 34"29 (1)  | 1'10"16 (22) | 69,855  |
| 23      | Artur Waś                 | Polonia       | 34"78 (16) | 1'09"80 (30) | 34"61 (7)  | 1'10"39 (24) | 139,485 |
| 24      | Benjamin Macé             | Francia       | 35"87 (32) | 1'08"28 (12) | 35"59 (30) | 1'08"13 (8)  | 139,665 |
| 25      | Espen Aarnes Hvammen      | Norvegia      | 35"04 (20) | 1'08"90 (21) | 34"73 (14) |              | 104,220 |
| 26      | Daniel Greig              | Australia     | 34"64 (12) | 1'09"12 (25) | 34"13 (23) |              | 104,330 |
| 27      | Jonathan Garcia           | Stati Uniti   | 35"37 (25) | 1'08"94 (22) | 35"56 (29) |              | 105,400 |
| 28      | Fyodor Mezentsev          | Kazakistan    | 35"49 (26) | 1'09"26 (27) | 35"50 (29) |              | 105,620 |
| 29      | Christoffer Fagerli Rukke | Norvegia      | 35"83 (31) | 1'09"09 (24) | 35"44 (27) |              | 105,815 |
| 30      | Kim Yeong-Ho              | Corea del Sud | 35"50 (27) | 1'09"50 (28) | 35"63 (32) |              | 105,880 |
| 31      | Sergej Čadaev             | Russia        | 35"54 (28) | 1'10"82 (31) | 34"13 (23) |              | 106,080 |
| 32      | Aleksandr Jigin           | Kazakistan    | 35"94 (33) | 1'09"72 (29) | 35"76 (33) |              | 106,560 |
| 33      | Ermanno Ioratti           | Italia        | 35"58 (29) | 1'11"69 (34) | 35"59 (30) |              | 107,015 |
| 34      | Marius Paraschivoiu       | Romania       | 37"53 (35) | 1'15"61 (35) | 37"10 (34) |              | 112,435 |
| 35      | Bram Smallenbroek         | Austria       | 37"04 (34) | 1'11"22 (32) |            |              | 72,650  |
| 36      | Mark Tuitert              | Paesi Bassi   | DNF        | DNF          |            |              | -       |

## Campionati femminili

### Giorno 1
| Pos. | Atleta             | Nazione       | Tempo |
| ---- | ------------------ | ------------- | ----- |
| 1    | Yu Jing            | Cina          | 37"21 |
| 2    | Lee Sang-Hwa       | Corea del Sud | 37"28 |
| 3    | Heather Richardson | Stati Uniti   | 37"31 |
| 4    | Thijsje Oenema     | Paesi Bassi   | 37"38 |
| 5    | Wang Beixing       | Cina          | 37"51 |

| Pos. | Atleta             | Nazione     | Tempo   |
| ---- | ------------------ | ----------- | ------- |
| 1    | Christine Nesbitt  | Canada      | 1'12"91 |
| 2    | Brittany Bowe      | Stati Uniti | 1'13"68 |
| 3    | Heather Richardson | Stati Uniti | 1'13"74 |
| 4    | Karolina Erbanová  | Russia      | 1'13"84 |
| 5    | Ol'ga Fatkulina    | Russia      | 1'13"92 |

### Giorno 2
| Pos. | Atleta             | Nazione       | Tempo |
| ---- | ------------------ | ------------- | ----- |
| 1    | Lee Sang-Hwa       | Corea del Sud | 36"99 |
| 2    | Thijsje Oenema     | Paesi Bassi   | 37"06 |
| 3    | Wang Beixing       | Cina          | 37"23 |
| 4    | Heather Richardson | Stati Uniti   | 37"24 |
| 5    | Jenny Wolf         | Germania      | 37"28 |

| Pos. | Atleta             | Nazione     | Tempo   |
| ---- | ------------------ | ----------- | ------- |
| 1    | Heather Richardson | Stati Uniti | 1'13"19 |
| 2    | Christine Nesbitt  | Canada      | 1'13"28 |
| 3    | Zhang Hong         | Cina        | 1'13"64 |
| 4    | Yu Jing            | Cina        | 1'13"65 |
| 5    | Brittany Bowe      | Stati Uniti | 1'13"83 |

### Classifica generale
| Pos.    | Atleta              | Nazione       | 500 m      | 1000 m       | 500 m      | 1000 m       | Punti   |
| ------- | ------------------- | ------------- | ---------- | ------------ | ---------- | ------------ | ------- |
| Oro     | Heather Richardson  | Stati Uniti   | 37"31 (3)  | 1'13"75 (3)  | 37"24 (4)  | 1'13"19 (1)  | 148,015 |
| Argento | Yu Jing             | Cina          | 37"21 (1)  | 1'13"93 (6)  | 37"28 (5)  | 1'13"65 (4)  | 148,280 |
| Bronzo  | Lee Sang-Hwa        | Corea del Sud | 37"28 (2)  | 1'14"39 (12) | 36"99 (1)  | 1'14"19 (8)  | 148,560 |
| 4       | Thijsje Oenema      | Paesi Bassi   | 37"38 (4)  | 1'14"22 (8)  | 37"06 (2)  | 1'14"23 (10) | 148,665 |
| 5       | Christine Nesbitt   | Canada        | 38"02 (12) | 1'12"91 (1)  | 37"83 (12) | 1'13"28 (2)  | 148,945 |
| 6       | Zhang Hong          | Cina          | 38"09 (15) | 1'13"93 (6)  | 37"69 (10) | 1'13"64 (3)  | 149,565 |
| 7       | Margot Boer         | Paesi Bassi   | 37"64 (8)  | 1'14"25 (9)  | 37"82 (11) | 1'13"83 (5)  | 149,670 |
| 8       | Brittany Bowe       | Stati Uniti   | 38"03 (13) | 1'13"68 (2)  | 37"90 (14) | 1'13"83 (5)  | 149,685 |
| 9       | Ol'ga Fatkulina     | Russia        | 37"71 (9)  | 1'13"92 (5)  | 37"93 (17) | 1'14"20 (9)  | 149,700 |
| 10      | Wang Beixing        | Cina          | 37"51 (5)  | 1'14"80 (13) | 37"23 (3)  | 1'15"12 (14) | 149,700 |
| 11      | Marrit Leenstra     | Paesi Bassi   | 38"24 (21) | 1'14"36 (10) | 38"02 (20) | 1'13"88 (6)  | 150,380 |
| 12      | Ekaterina Lobyševa  | Russia        | 37"89 (10) | 1'14"38 (11) | 37"98 (18) | 1'14"85 (12) | 150,485 |
| 13      | Miyako Sumiyoshi    | Giappone      | 38"00 (11) | 1'15"72 (19) | 37"49 (7)  | 1'14"66 (11) | 150,680 |
| 14      | Laurine van Riessen | Paesi Bassi   | 38"16 (18) | 1'15"44 (25) | 37"98 (18) | 1'15" (10)   | 151,410 |
| 15      | Judith Hesse        | Germania      | 38"24 (21) | 1'15"38 (16) | 37"83 (12) | 1'15"50 (15) | 151,510 |
| 16      | Ekaterina Aidova    | Kazakistan    | 38"23 (20) | 1'14"95 (15) | 38"05 (21) | 1'15"53 (16) | 151,520 |
| 17      | Anastasia Bucsis    | Canada        | 38"07 (14) | 1'15"58 (18) | 37"91 (15) | 1'16"09 (17) | 151,815 |
| 18      | Maki Tsuji          | Giappone      | 38"09 (15) | 1'17"13 (22) | 37"92 (16) | 1'17"55 (20) | 153,350 |
| 19      | Svjatlana Radkevič  | Bielorussia   | 38"59 (23) | 1'17"11 (21) | 38"47 (26) | 1'16"61 (18) | 77,145  |
| 20      | Jennifer Plate      | Germania      | 38"19 (19) | 1'17"15 (23) | 38"34 (22) | 1'17"72 (21) | 153,965 |
| 21      | Julija Litejkina    | Russia        | 38"64 (24) | 1'17"51 (27) | 38"40 (24) | 1'17"37 (19) | 154,480 |
| 22      | Nao Kodaira         | Giappone      | 37"57 (7)  | 1'14"85 (14) | 37"54 (8)  | 1'53"32 (22) | 169,195 |
| 23      | Jenny Wolf          | Germania      | 37"53 (6)  | 1'16"68 (20) | 37"28 (5)  | 2'06"93 (23) | 176,615 |
| 24      | Karolina Erbanová   | Russia        | 38"11 (17) | 1'13"84 (4)  | 37"67 (9)  | DNF          | 112,700 |
| 25      | Sugar Todd          | Stati Uniti   | 38"68 (25) | 1'17"39 (25) | 38"46 (25) |              | 115,835 |
| 26      | Kim Hyun-Yung       | Corea del Sud | 39"04 (27) | 1'17"34 (24) | 38"38 (23) |              | 116,090 |
| 27      | Yvonne Daldossi     | Italia        | 38"74 (26) | 1'17"92 (28) | 38"69 (27) |              | 116,390 |
| 28      | Qi Shuai            | Cina          | 39"04 (27) | 1'17"50 (26) | 38"83 (28) |              | 116,620 |
| 29      | Vanessa Bittner     | Austria       | 39"50 (29) | 1'18"93 (29) | 38"51 (30) |              | 118,375 |
| 30      | Elina Risku         | Finlandia     | 39"59 (30) | 1'19"05 (30) | 39"35 ()   |              | 118,465 |
| 31      | Hanne Haugland      | Norvegia      | 40"03 (31) | 1'19"48 (31) | 39"75 (32) |              | 119,520 |
| 32      | Ágota Toth-Lykovcan | Ungheria      | 40"31 (32) | 1'19"54 (32) | 39"67 (31) |              | 119,750 |
| 33      | Johanna Östlund     | Svezia        | 40"68 (33) | 1'19"75 (33) | 40"28 (33) |              | 120,835 |